# اما یوئنسن
اما یوئنسن (دانمارکی: Emma Jørgensen؛ زادهٔ ۳۰ ژانویهٔ ۱۹۹۶) قایقران کانو اهل دانمارک است.
وی در مسابقات کشوری و بین‌المللی در مجموع برندهٔ ۲ مدال طلا، ۴ مدال نقره، ۵ مدال برنز شده‌است.